# Handelshof (Großhandelsunternehmen)
Die Handelshof-Gruppe betreibt in Deutschland 19 Abholgroßmärkte (Cash-and-Carry-Märkte) in Nordrhein-Westfalen, Mecklenburg-Vorpommern, im Großraum Hamburg sowie in Niedersachsen. Das Angebot der Handelshof-Märkte richtet sich an Gastronomie, Hotellerie, Gemeinschaftsverpflegung, Handel, selbständige Unternehmer und Freiberufler.
Handelshof-Kunden können ihre Waren sowohl über die 19 Märkte als auch über den Liefergroßhandel beziehen. Zu diesem Zweck betreibt der Anbieter eine eigene Ablieferlogistik mit Kühl-LKW, die Großbestellungen ins Haus liefert. Das Unternehmen beschäftigt rund 2500 Mitarbeiter.
Am 15. Februar 2019 übernahm Edeka Foodservice rückwirkend zum 1. Januar 2019 die Handelshof-Gruppe. Das Bundeskartellamt genehmigte die Übernahme im Juli 2019.

## Unternehmensstruktur
Die Aktivitäten der Handelshof-Gruppe werden von der Handelshof Management-GmbH mit Sitz in Köln-Porz gesteuert. Hier hat das Unternehmen zentrale Funktionsbereiche wie Wareneinkauf, Marketing, IT und Management konzentriert.
Oft kommt es vor, dass Betriebe der Handelshof-Gruppe Köln mit anderen, nicht zur Handelshof-Gruppe gehörenden Einzelhandelsmärkten verwechselt werden. Handelshof ist ein aus dem deutschen Wortschatz stammendes Wort und daher rechtlich nur regional schützbar.

## Geschichte
Die Geschichte der Handelshof-Gruppe geht auf das Jahr 1959 zurück: Die beiden Unternehmen Franz Willick Kaffeegroßrösterei (gegr. 1841) und A. Himmelreich (gegr. 1897), die bis zum Verkauf an EDEKA 2019 Gesellschafter der Gruppe gestellt haben, beteiligten sich am Handelshof in Haan (Düsseldorf), einem der ersten Cash-and-Carry-Märkte in Deutschland. Zwei Jahre später wurde mit der Eröffnung des Handelshofs in Köln-Poll die Handelshof-Gruppe aus der Taufe gehoben.

## Standorte und Verkaufsfläche der Märkte
- Karte mit allen Koordinaten:
- OSM |
- WikiMap

| Standort                 | Verkaufsfläche | eröffnet  | Lage                             |
| ------------------------ | -------------- | --------- | -------------------------------- |
| Arnsberg                 | 08.000 m²      | 2003      | 51° 25′ 50,7″ N, 7° 57′ 39,3″ O  |
| Bielefeld                | 06.500 m²      | 1962      | 52° 2′ 23″ N, 8° 36′ 36,8″ O     |
| Bocholt                  | 06.300 m²      | 1986      | 51° 48′ 16,3″ N, 6° 36′ 35,4″ O  |
| Cuxhaven                 | 03.500 m²      | 2024      | 53° 50′ 41,7″ N, 8° 41′ 59,2″ O, |
| Detmold                  | 10.000 m²      | 1965      | 51° 56′ 56,3″ N, 8° 53′ 3,2″ O   |
| Güstrow                  | 04.500 m²      | 1992      | 53° 48′ 26,2″ N, 12° 11′ 9,2″ O  |
| Haan                     | 08.800 m²      | 1959      | 51° 11′ 36,9″ N, 6° 58′ 58,7″ O  |
| Hagen                    | 08.000 m²      | 2020      | 51° 23′ 6,7″ N, 7° 26′ 29,7″ O   |
| Hamburg-Harburg          | 08.000 m²      | 1996      | 53° 28′ 8,6″ N, 9° 59′ 30,8″ O   |
| Hamm-Bockum-Hövel        | 09.000 m²      | 2010      | 51° 42′ 49,1″ N, 7° 45′ 19,9″ O  |
| Köln-Müngersdorf         | 09.000 m²      | 2005      | 50° 56′ 47,2″ N, 6° 52′ 44,3″ O  |
| Köln-Poll                | 12.000 m²      | 1961      | 50° 55′ 19,9″ N, 7° 0′ 2,7″ O    |
| Lüneburg                 | 06.400 m²      | 1996      | 53° 16′ 27″ N, 10° 24′ 29,1″ O   |
| Mönchengladbach - Rheydt | 12.000 m²      | 1963      | 51° 11′ 42,6″ N, 6° 23′ 10,5″ O  |
| Ratingen                 | 08.700 m²      | 2020      | 51° 18′ 11,6″ N, 6° 49′ 27,8″ O  |
| Rheinbach                | 07.800 m²      | 1996      | 50° 37′ 17,1″ N, 6° 57′ 58,5″ O  |
| Rostock                  | 05.000 m²      | 2010/2020 | 54° 4′ 56,2″ N, 12° 11′ 41,8″ O  |
| Schwerin                 | 09.000 m²      | 1991      | 53° 36′ 21″ N, 11° 22′ 44,5″ O   |
| Stade                    | 04.200 m²      | 1996      | 53° 34′ 49,1″ N, 9° 29′ 54,3″ O  |

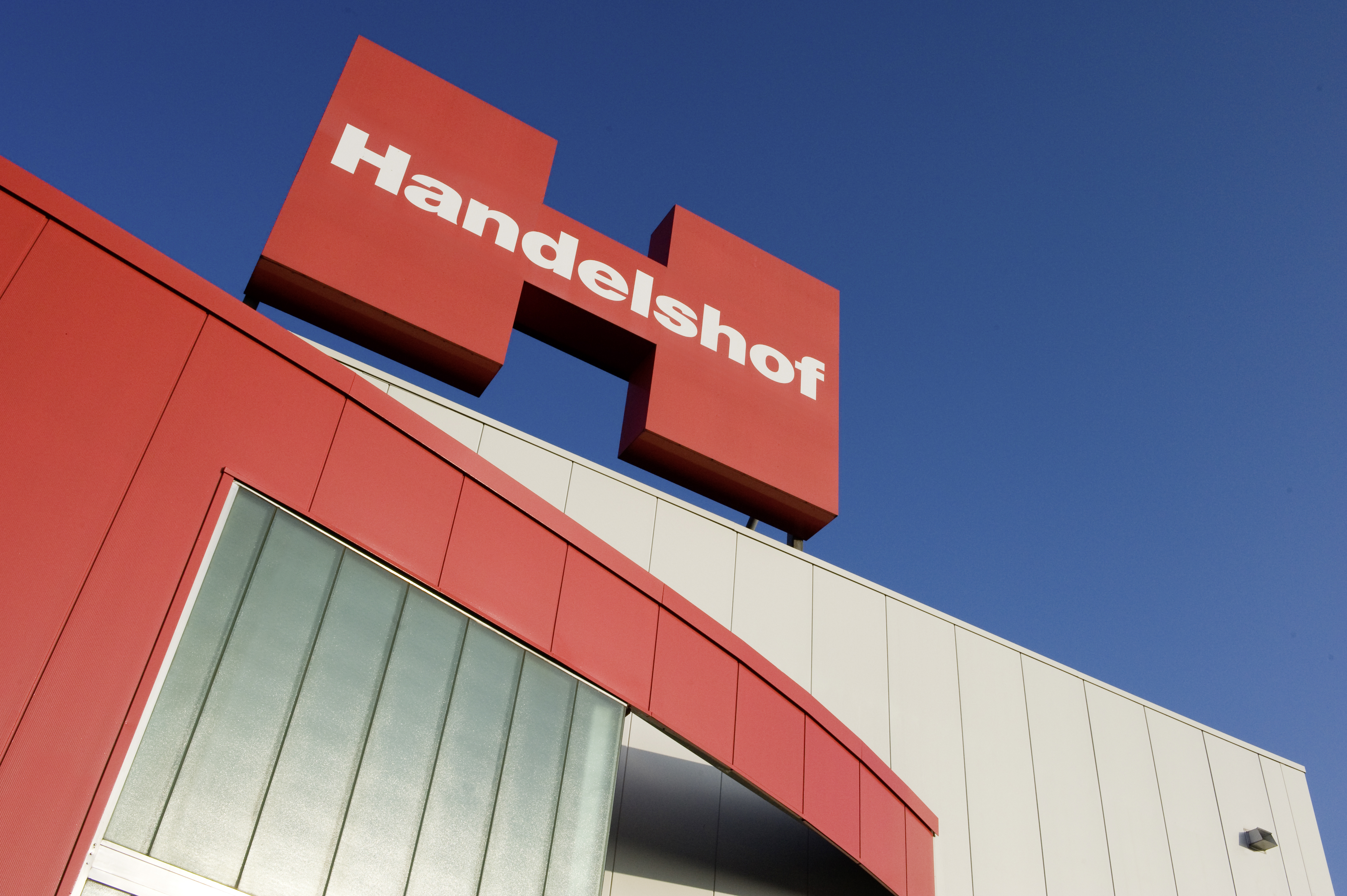
Handelshof Köln-Poll

- Handelshof Management GmbH (Zentrale Verwaltung) in Köln